# Anelasmocephalus pyrenaicus
Anelasmocephalus pyrenaicus is een hooiwagen uit de familie kaphooiwagens (Trogulidae). De wetenschappelijke naam van Anelasmocephalus pyrenaicus gaat terug op J. Martens.